# Apple A6X
Az Apple A6X egy 32 bites egylapkás rendszer (SoC) amelyet az Apple tervezett, és a negyedik generációs iPad bemutatásával együtt jelentetett meg 2012. október 23-án. Ez az Apple A6 nagy teljesítményű változata. Az Apple azt állítja, hogy az A6X CPU teljesítménye kétszerese, grafikai teljesítménye pedig maximum kétszerese elődjének, az Apple A5X-nek.

## Felépítés
Az A6X tartalmaz egy 1,4 GHz-es egyedi Apple-tervezésű ARMv7-A alapú kétmagos CPU-t, amelyet Swift-nek neveztek el, amelyet az Apple A6-ban vezettek be először. Tartalmaz egy integrált négymagos 300 MHz órajelű PowerVR SGX554MP4 GPU-t és egy négycsatornás memória alrendszert. A memória alrendszer támogatja az LPDDR2-1066 DRAM-ot, ami az elméleti memória sávszélességet 17 GB/s-re növeli.
Az A6-tal ellentétben, de hasonlóan az A5X-hez, az A6X-et fém hőterítő borítja, nem tartalmaz RAM-ot, és nem is package-on-package (PoP) összeállításban készül. Az A6X-et a Samsung gyártja, High-κ metal gate (HKMG) 32 nm-es eljárással. A lapka felülete 123 mm², 30%-kal nagyobb mint az A6-é.

## Apple A6X processzort tartalmazó eszközök
- iPad (4. generáció)

## Fordítás
Ez a szócikk részben vagy egészben  az   Apple A6X című angol Wikipédia-szócikk ezen változatának fordításán alapul.  Az eredeti cikk szerkesztőit annak laptörténete sorolja fel. Ez a jelzés csupán a megfogalmazás eredetét és a szerzői jogokat jelzi, nem szolgál a cikkben szereplő információk forrásmegjelöléseként.